# Campeonato Mundial de Ciclismo de Montaña de 2011
El XXII Campeonato Mundial de Ciclismo de Montaña se celebró en la localidad de Champéry (Suiza) entre el 30 de agosto y el 4 de septiembre de 2011, bajo la organización de la Unión Ciclista Internacional (UCI) y la Unión Ciclista de Suiza. 
Se compitió en 4 disciplinas: descenso, campo a través, campo a través para 4 y trials, las que otorgaron un total de 11 títulos de campeón mundial:
- Descenso (DH) – masculino y femenino
- Campo a través (XC) – masculino, femenino y mixto por relevos
- Campo a través para 4 (4X) – masculino y femenino
- Trials (TRI) – masculino 20″, masculino 26″, femenino 20″/26″ y equipos

## Resultados

### Masculino
| Evento                        | Oro                                          | Plata                             | Bronce                                   |
| ----------------------------- | -------------------------------------------- | --------------------------------- | ---------------------------------------- |
| Descenso (04.09)              | Danny Hart Reino Unido 3:41,989              | Damien Spagnolo Francia 3:53,688  | Samuel Blenkinsop Nueva Zelanda 3:54,982 |
| Campo a través (03.09)        | Jaroslav Kulhavý · República Checa · 1:44:30 | Nino Schurter · Suiza · 1:45:17   | Julien Absalon Francia 1:45:56           |
| Campo a través para 4 (02.09) | Michal Prokop · República Checa ·            | Roger Rinderknecht · Suiza ·      | Joost Wichman · Países Bajos ·           |
| Trials 20″ (03.09)            | Benito Ros Charral · España · 16 pts.        | Abel Mustieles · España · 19 pts. | Gilles Coustellier Francia 38 pts.       |
| Trials 26″ (04.09)            | Gilles Coustellier Francia 22                | Kenny Belaey · Bélgica · 30       | Vincent Hermance Francia 30              |

### Femenino
| Evento                        | Oro                                  | Plata                                 | Bronce                            |
| ----------------------------- | ------------------------------------ | ------------------------------------- | --------------------------------- |
| Descenso (04.09)              | Emmeline Ragot Francia 4:54,012      | Rachel Atherton Reino Unido 5:09,303  | Claire Buchar · Canadá · 5:21,965 |
| Campo a través (03.09)        | Catharine Pendrel · Canadá · 1:46:14 | Maja Włoszczowska · Polonia · 1:46:42 | Eva Lechner · Italia · 1:47:50    |
| Campo a través para 4 (02.09) | Anneke Beerten · Países Bajos ·      | Fionn Griffiths Reino Unido           | Céline Gros Francia               |
| Trials 20″/26″ (02.09)        | Karin Moor · Suiza · 9               | Gemma Abant Condal · España · 35      | Mireia Abant Condal · España · 41 |

### Mixto
| Evento                             | Oro                                                                     | Plata                                                                                | Bronce                                                                                          |
| ---------------------------------- | ----------------------------------------------------------------------- | ------------------------------------------------------------------------------------ | ----------------------------------------------------------------------------------------------- |
| Campo a través por relevos (31.08) | Fabien Canal Victor Koretzky Julie Bresset Maxime Marotte Francia 54:04 | Thomas Litscher · Lars Forster · Nathalie Schneitter · Nino Schurter · Suiza · 54:45 | Gerhard Kerschbaumer · Lorenzo Samparisi · Eva Lechner · Marco Aurelio Fontana · Italia · 54:58 |
| Trials por equipos (03.09)         | Francia 465 pts.                                                        | Alemania · 444 pts.                                                                  | Suiza · 434 pts.                                                                                |

## Medallero
| Núm. | País            | Oro | Plata | Bronce | Total |
| ---- | --------------- | --- | ----- | ------ | ----- |
| 1    | Francia         | 4   | 1     | 4      | 9     |
| 2    | República Checa | 2   | 0     | 0      | 2     |
| 3    | Suiza           | 1   | 3     | 1      | 5     |
| 4    | España          | 1   | 2     | 1      | 4     |
| 5    | Reino Unido     | 1   | 2     | 0      | 3     |
| 6    | Canadá          | 1   | 0     | 1      | 2     |
| 6    | Países Bajos    | 1   | 0     | 1      | 2     |
| 8    | Alemania        | 0   | 1     | 0      | 1     |
| 8    | Bélgica         | 0   | 1     | 0      | 1     |
| 8    | Polonia         | 0   | 1     | 0      | 1     |
| 11   | Italia          | 0   | 0     | 2      | 2     |
| 12   | Nueva Zelanda   | 0   | 0     | 1      | 1     |
|      | TOTAL           | 11  | 11    | 11     | 33    |